# Glasgow Haskell Compiler
El Glasgow Haskell Compiler (o GHC) es un compilador nativo de código libre para el lenguaje de programación funcional Haskell, que fue originalmente desarrollado en la Universidad de Glasgow, en un principio por Simon Peyton Jones y Simon Marlow. El desarrollo continúa bajo el auspício del Departamento de Investigación de Microsoft (Microsoft Research), en el Reino Unido, donde están empleados Peyton Jones y Marlow. GHC ha tomado humorísticamente el apodo "Glorious Haskell Compiler".
El compilador también está escrito en Haskell (una técnica conocida como bootstrapping), pero el núcleo de sistema para Haskell está escrito en C y C--. La última versión del compilador cumple con Haskell 2010, el estándar más reciente del lenguaje. GHC está disponible para muchas plataformas, incluyendo Windows y la mayoría de sistemas Unix (como las diferentes distribuciones de GNU/Linux), Mac OS X y la mayoría de arquitecturas de procesador.
GHC incluye la mayoría de extensiones de Haskell estándar, incluyendo la biblioteca STM, que sirve para permitir las transacciones de datos directamente con la memoria.